# Estornell ullgroc
L'estornell ullgroc (Aplonis mystacea) és una espècie d'ocell de la família dels estúrnids (Sturnidae). Habita els boscos del sud de Nova Guinea. El seu estat de conservació es considera gairebé amenaçat.